# جيمس رايلي (سباح)
جيمس رايلي (بالإنجليزية: James Reilly)‏ (11 مارس 1890 – 3 مارس 1962) هو سبّاح من الولايات المتحدة راحل، مثّل بلاده في الألعاب الأولمبية الصيفية 1912.

## روابط خارجية
جيمس رايلي على موقع أوليمبيديا (الإنجليزية)